# Leopoldo de Hesse-Homburg
Leopoldo Víctor Federico de Hesse-Homburg (10 de febrero de 1787-2 de mayo de 1813) fue un príncipe de Hesse-Homburg.

## Vida

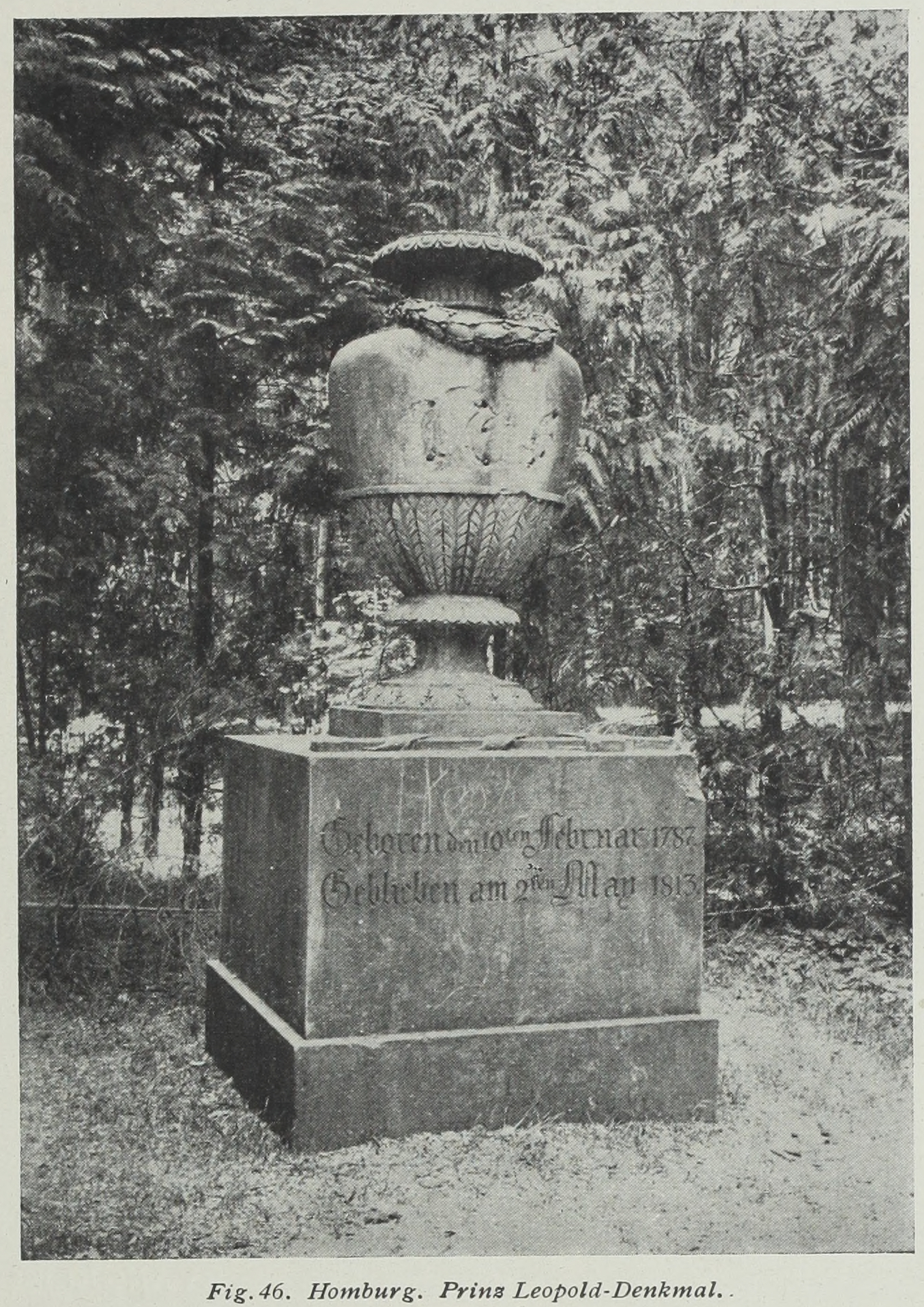
Monumento a Leopoldo en Bad Homburg.

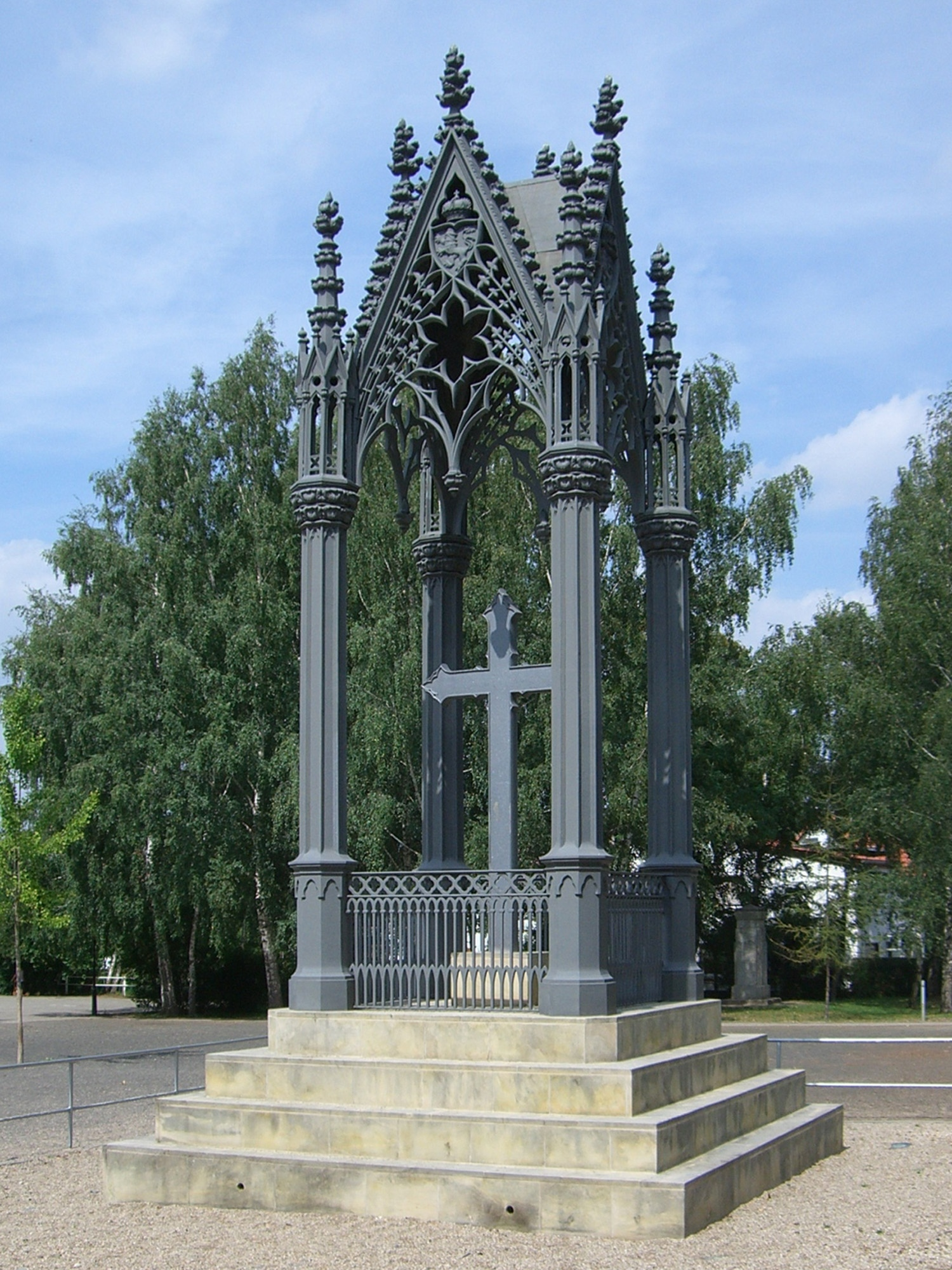
El monumento a Hesse-Homburg en Großgörschen.

Nació en Homburg, el menor de los quince hijos nacidos del Landgrave Federico V de Hesse-Homburg y de su esposa Carolina de Hesse-Darmstadt, la hija mayor del Landgrave Luis IX de Hesse-Darmstadt. Él y todos sus cinco hermanos varones lucharon en las Guerras Napoleónicas, llevando a Napoleón a quejarse: "¡En todas partes me encuentro un Homburg!"
Leopoldo cayó liderando la Guardia prusiana en Großgörschen; su adjunto Ernst August Moritz von Froelich oyó sus últimas palabras: "¡No me dejes con los franceses!" Von Froelich recuperó su cuerpo y fue devuelto a la hermana de Leopoldo, Mariana. Ella erigió un sencillo monumento de acero en su honor, cuya inscripción se traduce como "Aquí permanece el Príncipe Leopoldo de Hesse-Homburg. [muerto] 2 de mayo de 1813". También fundó un monumento en el lugar de la batalla, conocido como el Monumento a Hesse-Homburg. La calle de Leopoldsweg en Bad Homburg está nombrada en su honor, mientras de la Casa Gótica ahí contuvo una exhibición en el bicentenario de su muerte del 1 de mayo al 28 de agosto de 2013.